# Mateusz Demczyszak
Mateusz Demczyszak (né le 18 janvier 1986) est un athlète polonais spécialiste des courses de fond.
En 2005, Mateusz Demczyszak se classe cinquième du 3 000 m steeple des Championnats d'Europe juniors de Kaunas. Quatrième des Championnats d'Europe par équipes 2010, il prend la huitième place du 1 500 m lors des Championnats d'Europe de Barcelone, ce qui lui permet de représenter l'Europe sur 3 000 m lors de la Coupe continentale d'athlétisme 2010.

## Records personnels
- 1 500 m : 3 min 38 s 72 (2010)
- 3 000 m : 7 min 57 s 18 (2010)
- 3 000 m steeple : 8 min 26 s 31 (2010)

## Palmarès
| Date | Compétition                       | Lieu      | Résultat | Épreuve       |
| ---- | --------------------------------- | --------- | -------- | ------------- |
| 2005 | Championnats d'Europe juniors     | Kaunas    | 5e       | 3 000 m st.   |
| 2007 | Championnats d'Europe espoirs     | Debrecen  | 9e       | 3 000 m st.   |
| 2010 | Championnats d'Europe par équipes | Bergen    | 4e       | 1 500 m       |
| 2010 | Championnats d'Europe             | Barcelone | 8e       | 1 500 m       |
| 2014 | Relais mondiaux de l'IAAF         | Nassau    | 6e       | 4 × 1 500 m   |
| 2015 | Relais mondiaux de l'IAAF         | Nassau    | 4e       | Relais medley |